# Vermeerdering (heraldiek)

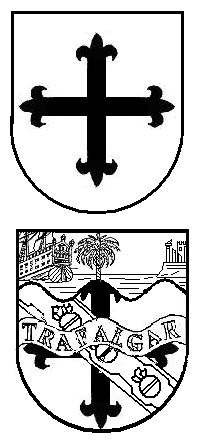
Drie vermeerderingen maakten het eenvoudige wapen van Lord Nelson onherkenbaar

Hertogelijk wapen van de Hertog van Wellington met een vermeerdering in de vorm van een wapenbord.

Een vermeerdering is een heraldische term voor het toevoegen van kwartieren en velden aan het wapenschild. Het gaat altijd om het schild zèlf, niet om de pronkstukken rond het schild.
Een bekend voorbeeld van een meermaals vermeerderd wapen is dat van Lord Nelson. De Britse koning gaf hem enige malen het recht om zijn wapen met teksten en figuren te vermeerderen. Uiteindelijk bestond het wapen grotendeels uit vermeerderingen.
Een andere voorbeeld van een vermeerderd wapen is dat van de Hertog van Wellington. De Britse koning gaf hem een wapenbord op zijn wapen in de kleuren van de Union Jack. Een dergelijk wapenbord moet niet worden verwisseld met een kanton.
Ook in deze tijd komen vermeerderingen voor. De Italiaanse aristocraat Domenico Serlupi Crescenzi Ottoboni voegde de kwartieren van de Ottoboni aan zijn wapen toe.
Ook in Nederland komen vermeerderingen voor. De familie Roorda heeft haar wapen vermeerderd met een kwartier Hiddema toen genealogisch onderzoek aantoonde dat dat de eigenlijke familienaam van de oudst aantoonbare voorvader was. Het vermeerderde wapen werd door de Fryske Rie foar Heraldyk geregistreerd.
In de kerkelijke heraldiek is een opvallend voorbeeld van vermeerdering het wapen van paus Pius X die, in afwijking van wat tot dan toe bij pauselijke wapens gebruikelijk was, zijn pauselijk wapenschild vermeerderde met de leeuw van Sint Marcus uit het wapen van Venetië, waar hij tot zijn verkiezing tot paus patriarch was. Dit gebruik van de Marcusleeuw in een pauselijk wapen vond later navolging in het wapen van paus Johannes XXIII en het wapen van paus Johannes Paulus I.
adelaar · Agnus Dei · alliantiewapen · andreaskruis · ankerkruis · armoriaal · baldakijn · barensteel · bezant · Bourgondisch kruis · brisure · cartouche · centaur · cordelière · dekkleed · dorpsvlag · dorpswapen· drieberg · dubbelkoppige adelaar · dwarsbalk · fleur de lis · fleuron · Friese adelaar · gaande leeuw · gecarteleerd · Gelderse leeuw · gepaald · gravenkroon · groot wapen · griffioen · hartschild · helmkroon · helmteken · heraldische kleur · herautstuk · hermelijn · hoed · Hollandse tuin · huismerk · Jeruzalemkruis · karbonkel · keizerskroon · keper · koek · kromstaf · kroon · krukkenkruis · kwartier · kwartileren · kwartierzoom · leeuw · markiezenkroon · merlet · molenijzer · motto · muurkroon · nassaublauw · natuurlijke kleur · Nederlandse leeuw · Nederlandse Maagd · ombrellino · ordeketen · palen · pentagram · pijlenbundel · raadselwapen · raaf · respectant · riddertoernooi · rijksbanier · rijkskleuren · rijksstandaard · rijkswapen · roos · Rudolfinische keizerskroon · Saksenros · Saladins Adelaar · scharlakenrood · schildhoofd · schildhouder · schildvoet · schildzoom · schoof · schuinbalk · schuinstreep sinister · sinister · sleutels van Petrus · socialistische heraldiek · sprekend wapen · stadskleuren · standaard · stedenmaagd · ster · tinctuur · vair · vermeerdering · vlag · vorstenhoed · vrijheidshoed · vrijkwartier · vrouwenwapen · wapen · wapenbelasting · Wapenboek Beyeren · Wapenboek Gelre · wapenbord · wapendiploma · wapendier · wapenkast · wapenkoning · wapenmantel · wapenrecht · wapenrol · wapenstier · wapentent · wassende en afnemende maan · Waterlandse zwaan · Westfriese boomwapens · wildeman · wolfsangel · wrong